# 橋本策

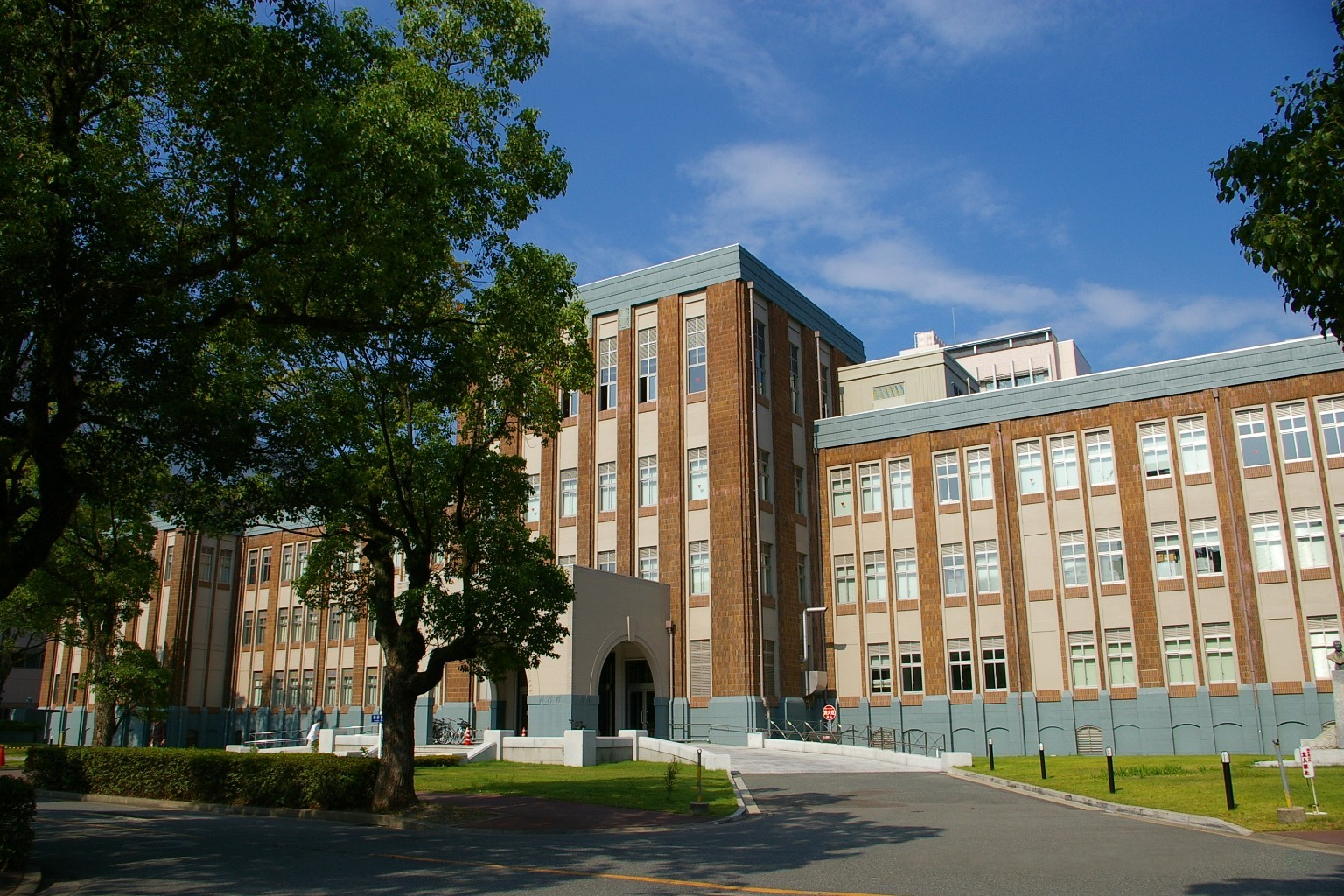
九州大学医学部第一･二･三内科教室棟
(現:医学部基礎研究A棟)

橋本 策（はしもと はかる、1881年5月5日 - 1934年1月9日）は、日本の医師、病理学者。橋本病、Hashimoto's thyroiditisを初めて記載した。

## 生涯
三重県阿拝郡西柘植村（現伊賀市）御代の医家に生まれる。旧制津中学校、旧制第三高等学校をへて、京都帝国大福岡医科大学（現九州大学医学部）1907年第1回卒業生として卒業。第一外科に入局。1911年4月“甲状腺ノリンパ腫様変化ニ関スル組織的並ビニ臨床的知見ニ就キテ”を福岡医科大学第17回集談会にて発表、1年後の1912年にまとめてArchiv für klinische Chirurgieに掲載した。今日では橋本病という疾患名が与えられている。
その後、1912年2月ゲッティンゲン大学へ留学、エドゥアルト・カウフマン（Eduard Kaufmann）教授の下で、尿路結核症について研究した。1915年第1次大戦勃発のため帰国、35歳の時に郷里の地で父親を継いで一開業医として医療に貢献する。1934年1月、腸チフスに感染し52歳で死去。

## 橋本病が広まるまで
1911年に慢性甲状腺炎を発表するものの、当時の医療は欧米が主流であり、日本国内で研究されたものが注目されることはなかった。
橋本病が独立疾患として欧米で認められたのは1930年代からであり、日本国内でも知られるようになったのは第二次世界大戦後であった。そのため功績が讃えられるようになったのは彼の死後である。人名のついた病名は200あまりにのぼるが、日本人の名前がついている病名は、橋本病、川崎病、高安病、菊池病の4つのみである。

## 功績を讃えて
- 橋本策を売り出したのは同門の後輩秋田八年鹿児島大学名誉教授である[4]。博士と地元阿山医師会（現在の伊賀医師会）の尽力で橋本策の顕彰碑が1973年に国道25号線沿いの伊賀町公民館前に建てられている。
- 当人の功績を称えて、出身地である伊賀市御代地区では、毎年4月に伊賀医師会と顕彰事業を行っている。
- 日本甲状腺学会のロゴには、橋本策の肖像が用いられている[5]。
- 九州大学馬出地区には博士の業績を顕彰した「橋本通り」が存在する。

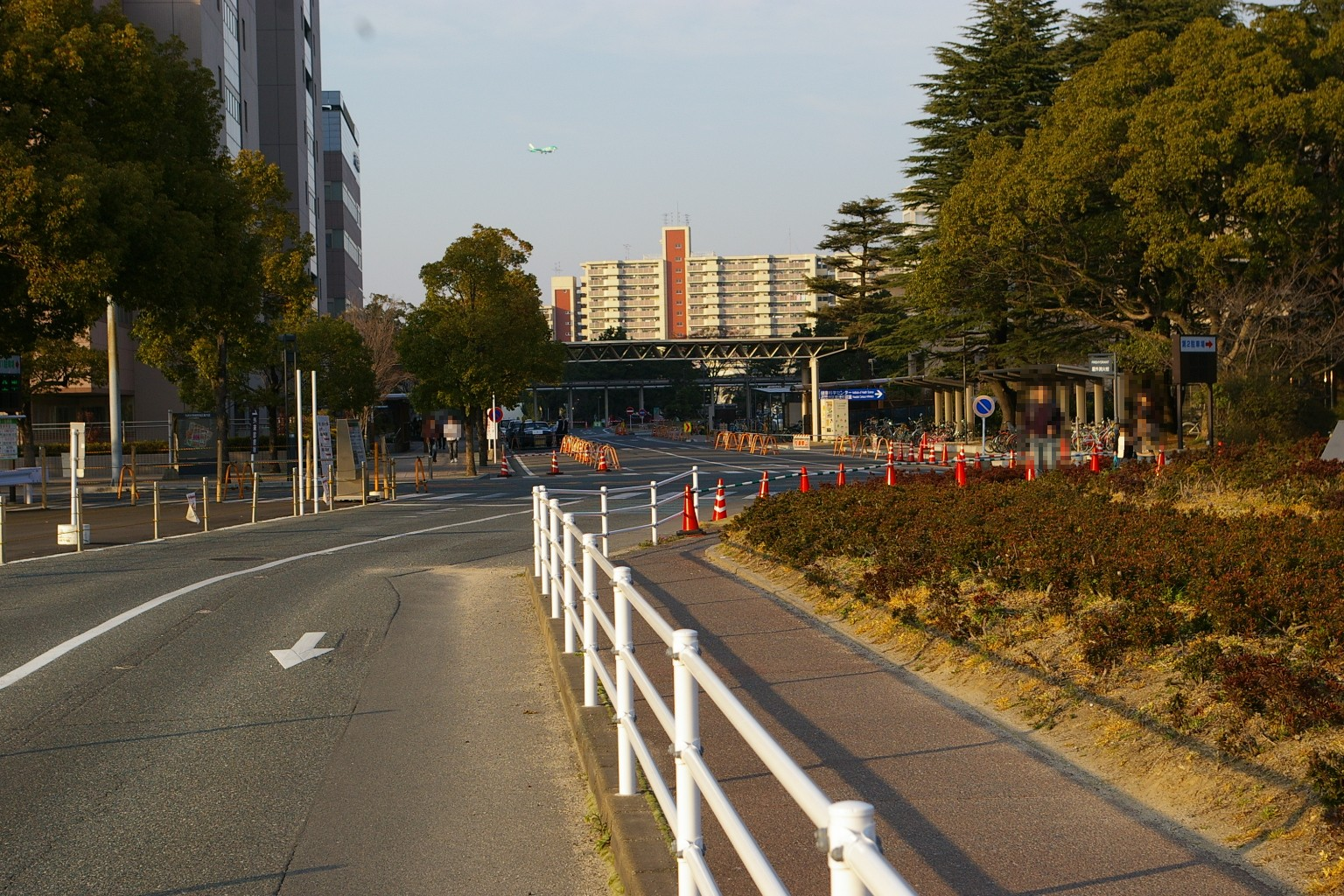
「橋本通り」